# Тектосилікати

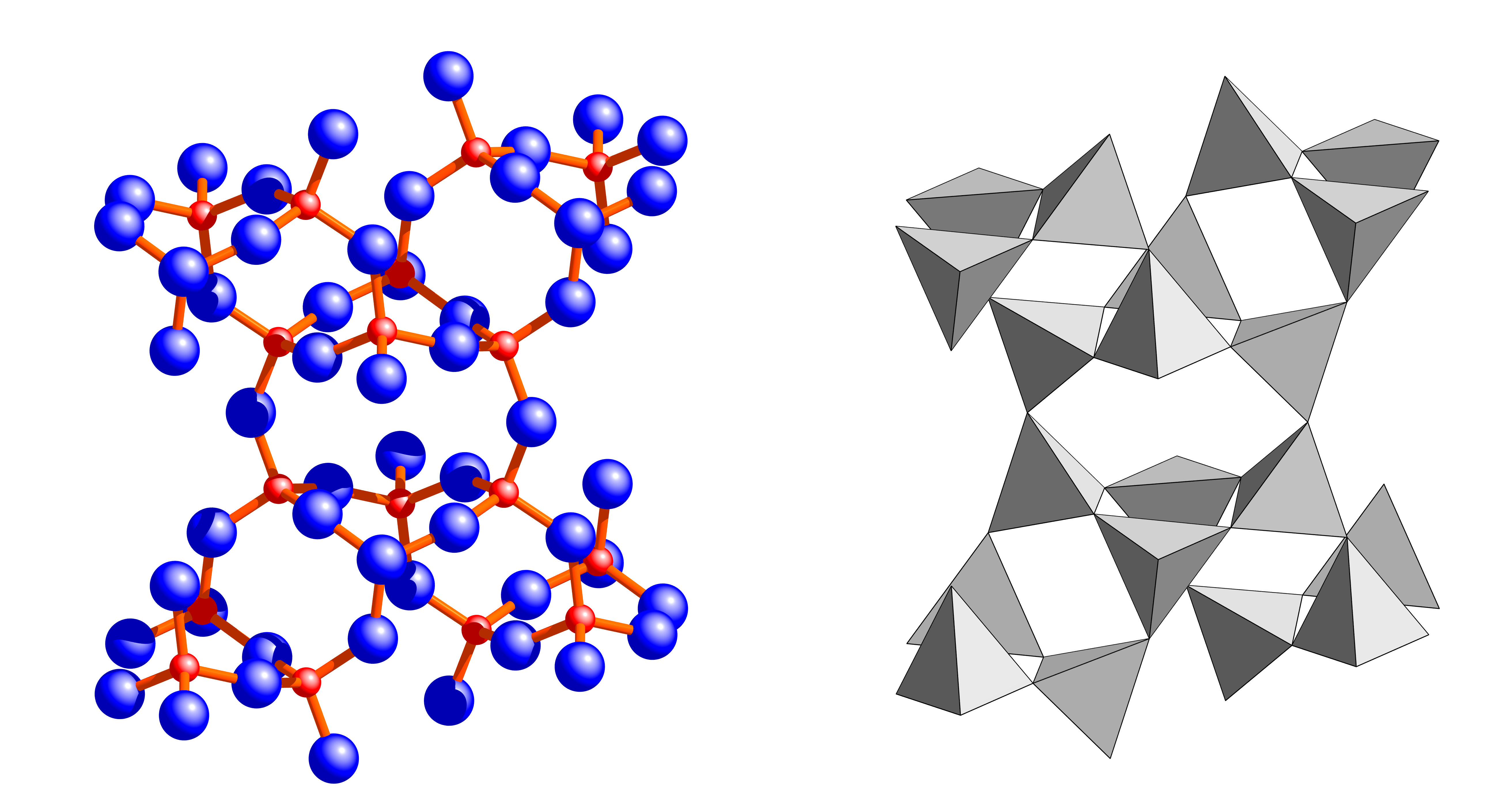
Силікатний каркас ортоклазу (погляд уздовж осі c): представлення атомів ліворуч (червоний — Si, синій — O) і відповідні силікатні тетраедри (праворуч).

Каркасні силікати (тектосилікати) — це силікати, аніони яких мають будову у вигляді тривимірного каркасу з тетраедрів SiO4- і AlO4-, з'єднаних кутами.
Цей підклас силікатів включає групу польових шпатів, які є найпоширенішими мінералами в земній корі. Технічно важливими і також поширеними у природіі є мінерали групи цеолітів, які, за деякими винятками, також є тектосилікатами.
Силікатні каркаси мають більші порожнини, в яких знаходять своє місце великі катіони, такі як амоній ([NH4]+), Na+, K+, Cs2+, Ca2+, Ba2+, Sr2+ або молекули, такі як вода або комплексні аніони, наприклад, сульфат (SO42-). Завдяки своїй переважно пухкій структурі тектосилікати характеризуються низькою щільністю, світлозаломленням і середньою твердістю за шкалою Мооса (4-6).

Багато алюмосилікатних каркасів мають широкі відкриті канали (цеоліти), які, можуть, наприклад, поглинати та вивільняти воду або катіони, без втрати стабільності силікатного каркасу. На цьому базується технічне застосування цих мінералів як іонообмінників або молекулярних сит.

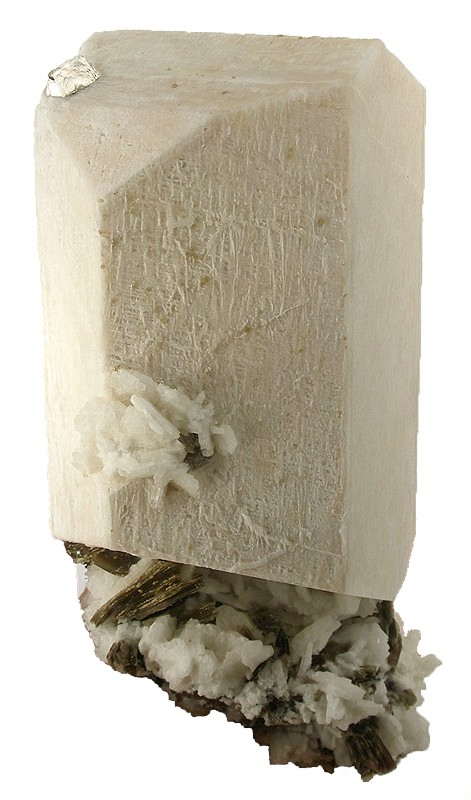
Польовий шпат
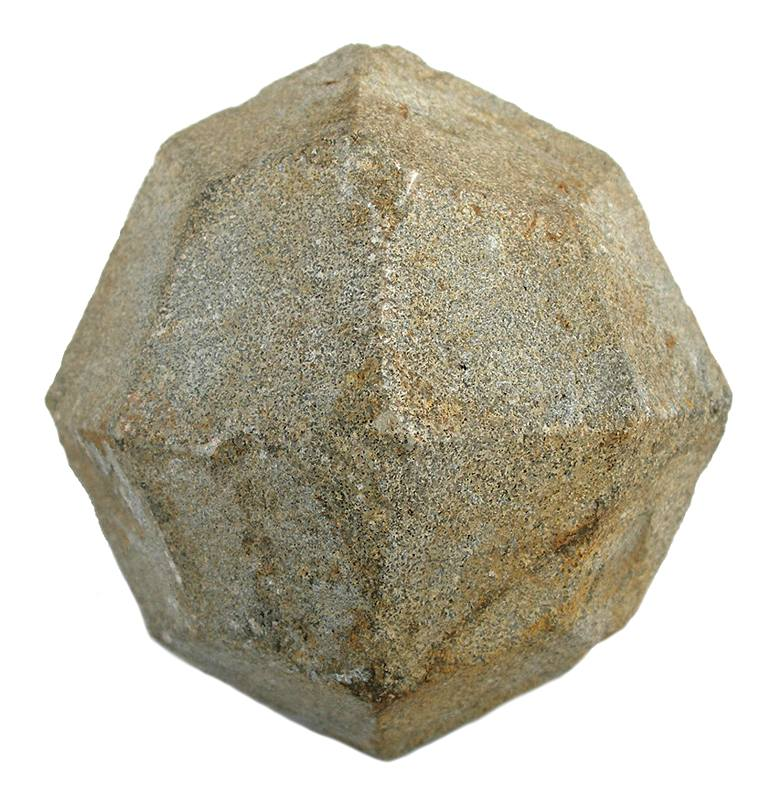
Лейцит
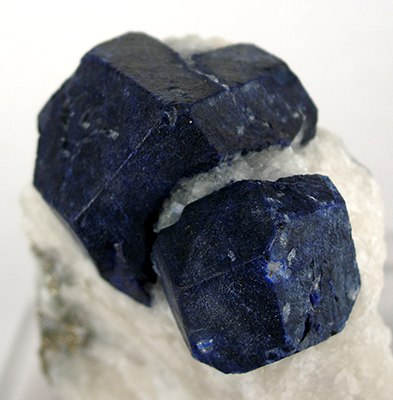
Лазурит
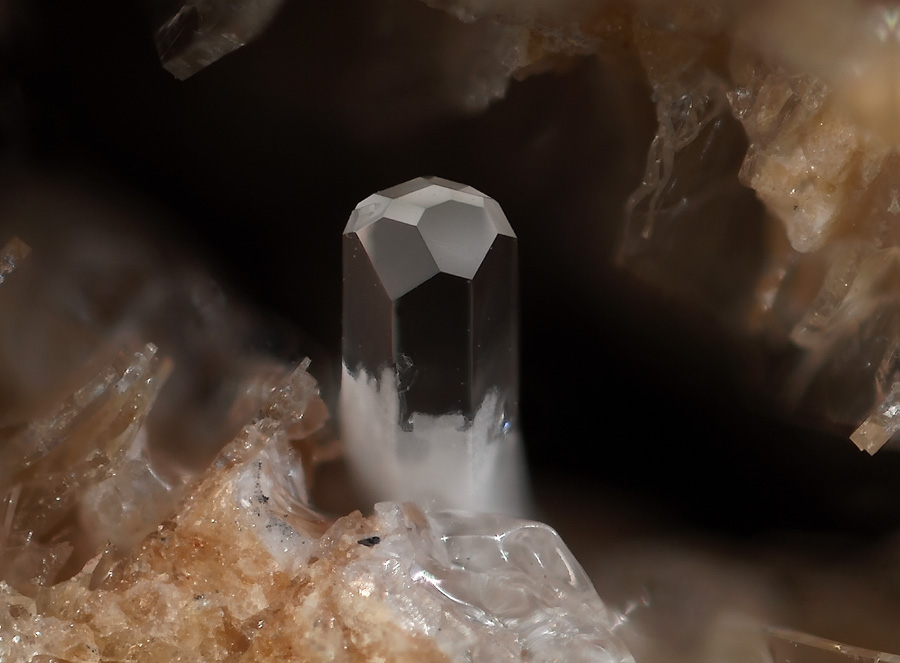
Нозеан
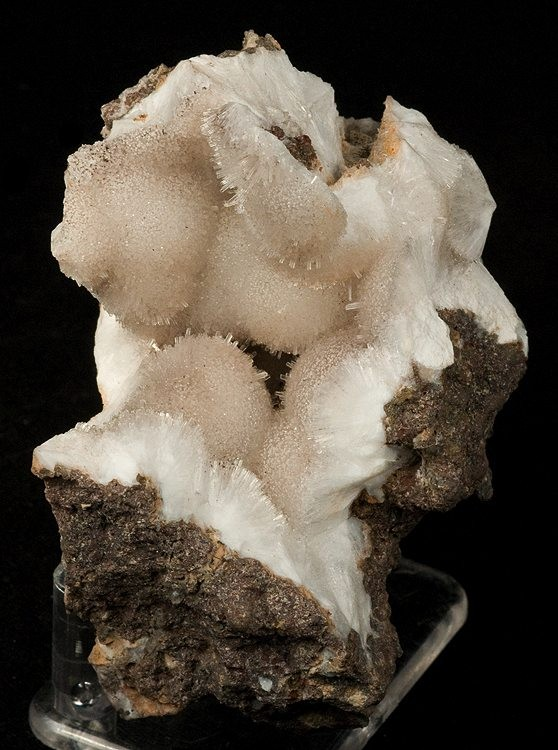
Натроліт
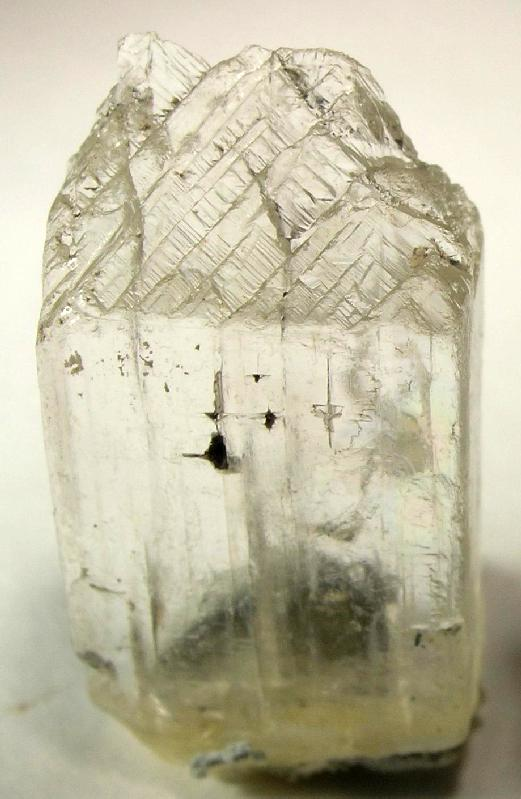
Едінгтоніт

## Класифікація

### За Лібау
Класифікація Лібау розглядає тектосилікати як силікатні ланцюги, зв'язані у каркаси, необмежені у трьох вимірах, і класифікує тектосилікати на основі періодичності та розгалуженості силікатних ланцюгів, які складають силікатні шари.
Періодичність
Вона вказує, через скільки силікатних ланок ланцюга (тетраедри SiO4-) структура ланцюга повторюється.
Розгалуження
Це вказує, чи відгалужуються подальші тетраедри SiO4- від силікатного ланцюга. Розрізняють відкрито розгалужені силікатні ланцюги і циклічно розгалужені силікатні ланцюги, в яких тетраедри SiO4-, що відходять від ланцюга, утворюють зімкнені кільця.

### За Штрунцем

Силікатний каркас нефеліну
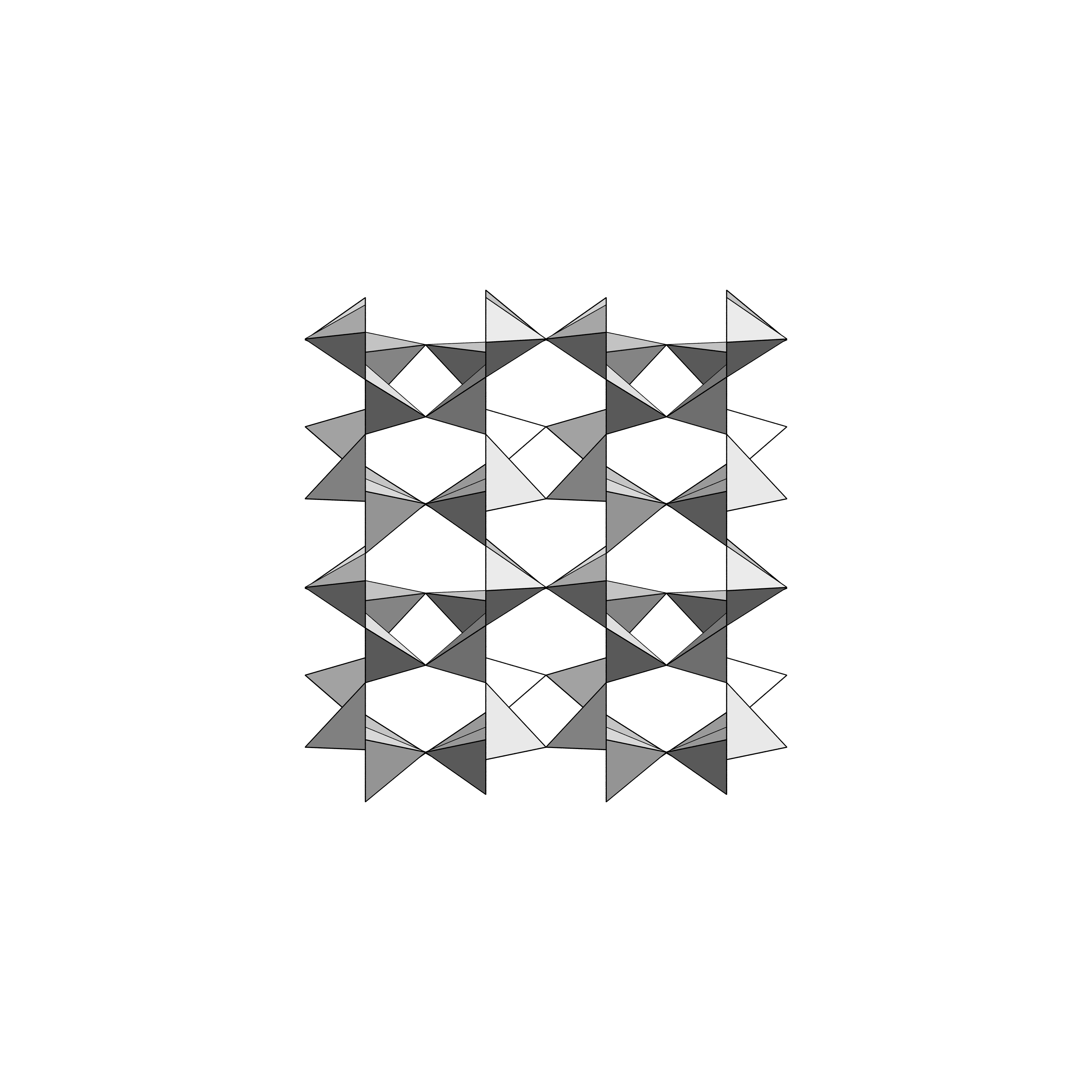
Вигляд по осі а
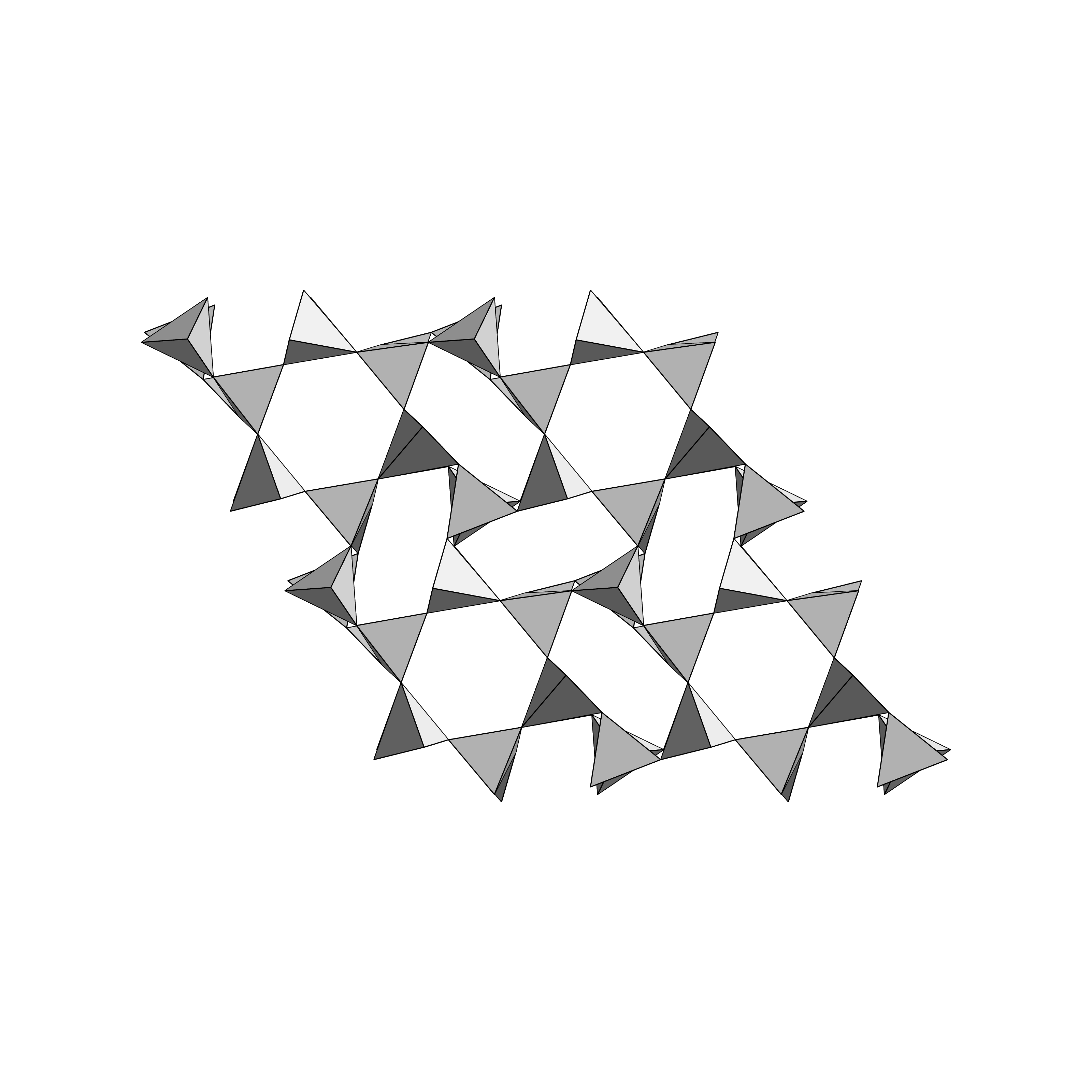
Вигляд по осі с

Силікатний каркас ортоклазу
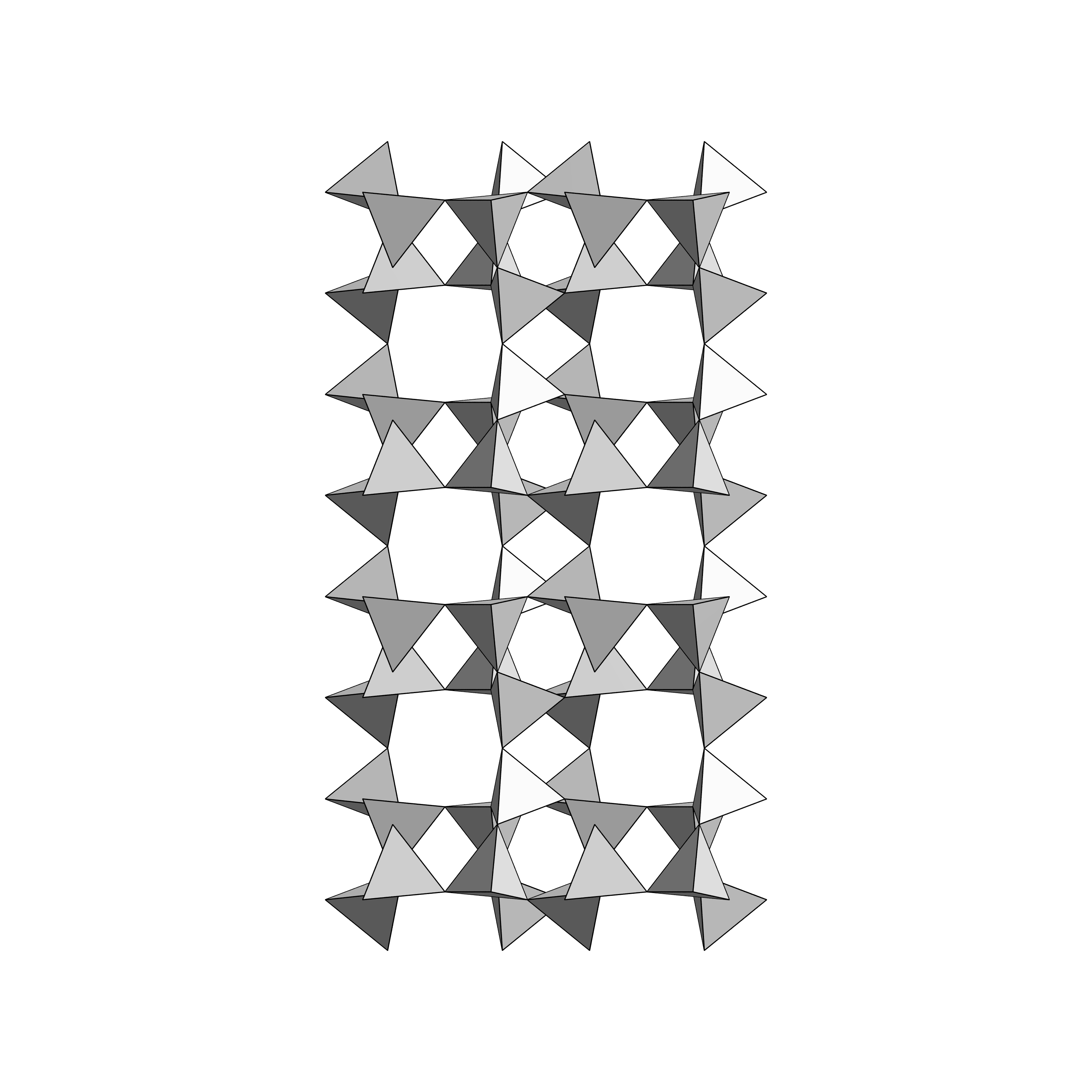
Вигляд по осі а
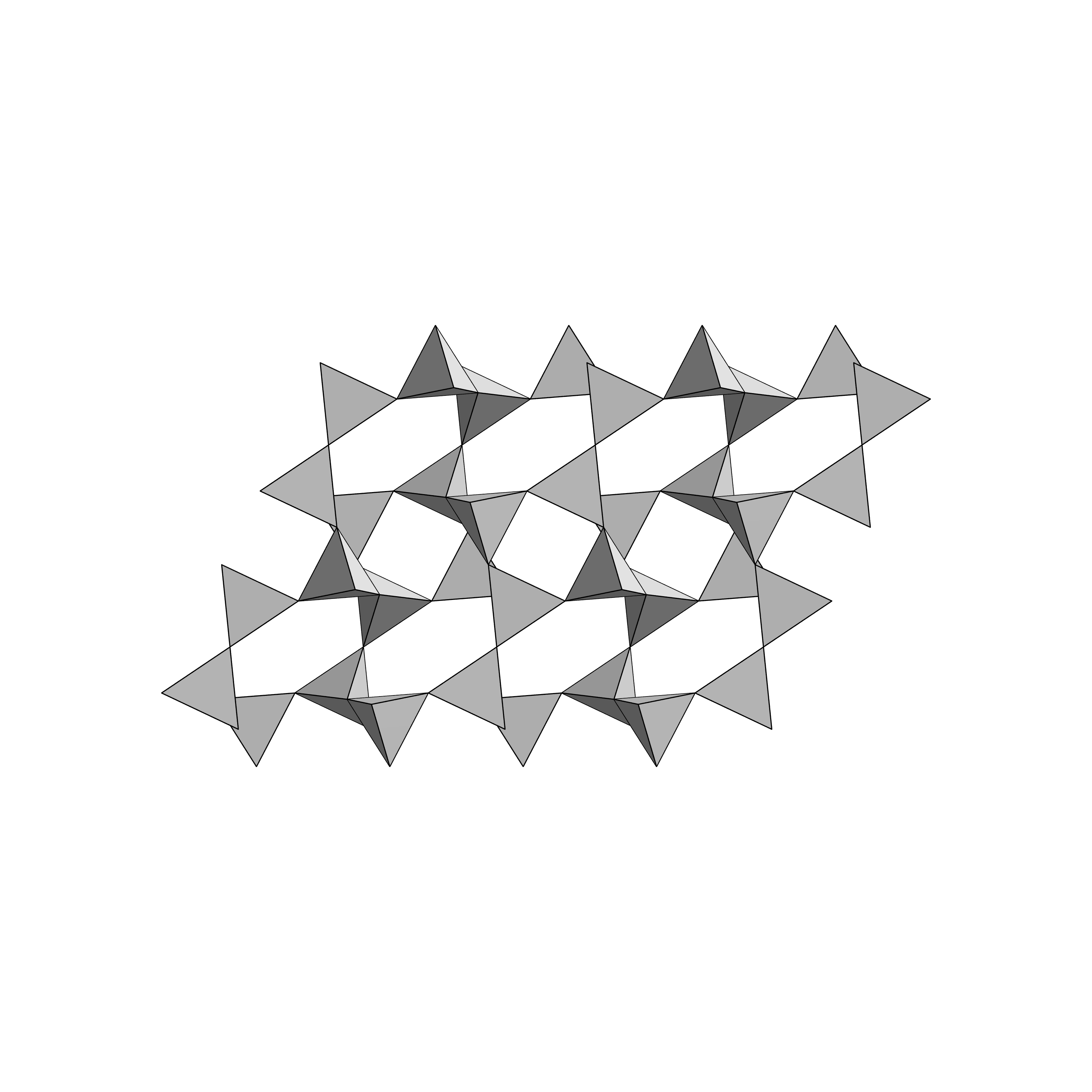
Вигляд по осі b
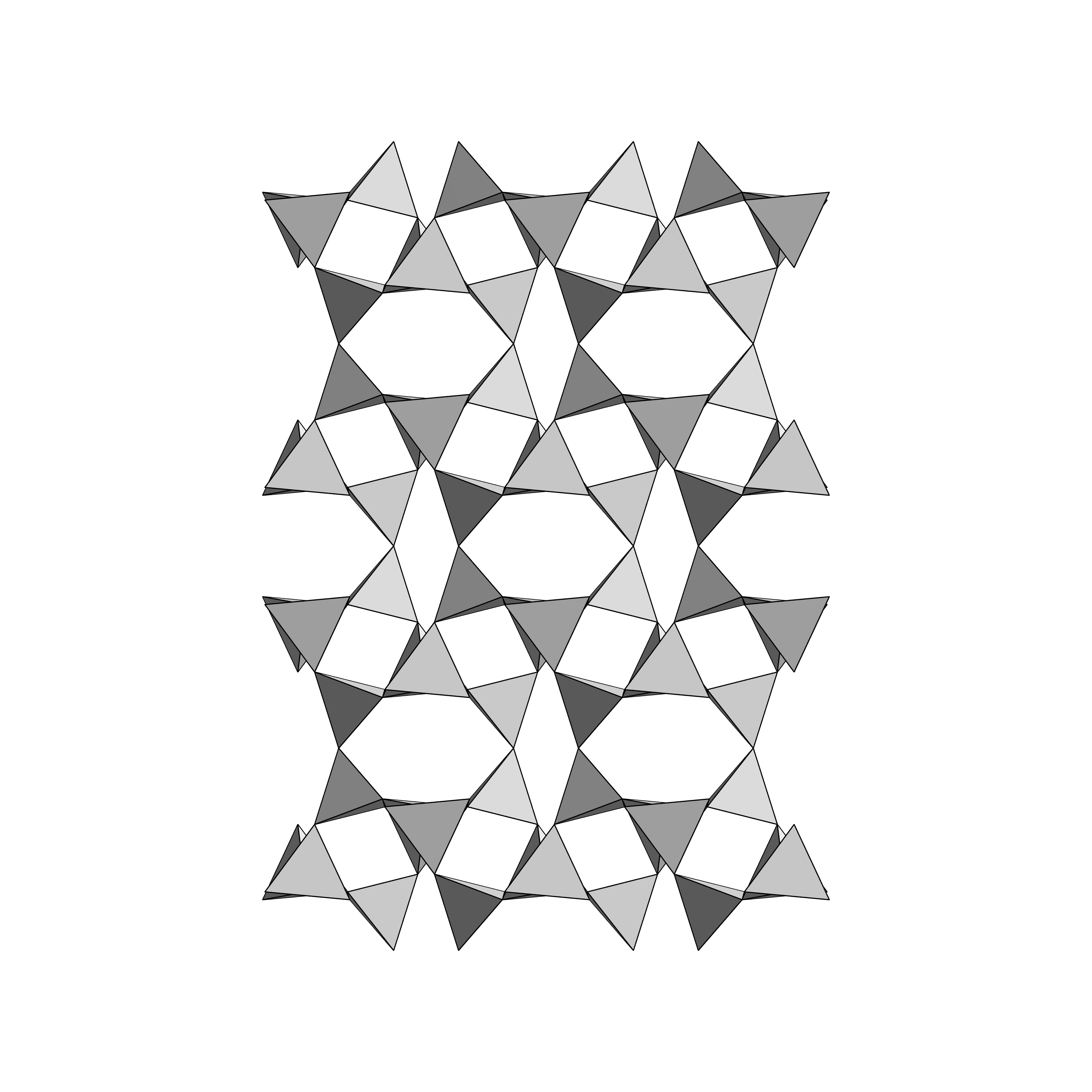
Вигляд по осі с

Як і у випадку з філосилікатами, класифікація каркасних силікатів Штрунца не наслідує номенклатуру та критерії Лібау. Система Штрунца поділяє тектосилікати на основі включення цеолітової води в структуру на розділи «каркасні силікати (тектосилікати) без цеолітової H2O» (9.F) і «каркасні силікати (тектосилікати) з цеолітовою H2O» (9.G). Подальша класифікація ґрунтується на розмірі та зв'язках силікатних кілець, які складають силікатний каркас, а також на наявності інших аніонів.

#### 9.F. Каркасні силікати (тектосилікати) без цеолітової H2O
9.FA. Каркасні силікати (тектосилікати) без додаткових аніонів
9.FB. Каркасні силікати (тектосилікати) з додатковими аніонами

Силікатний каркас канкриніту
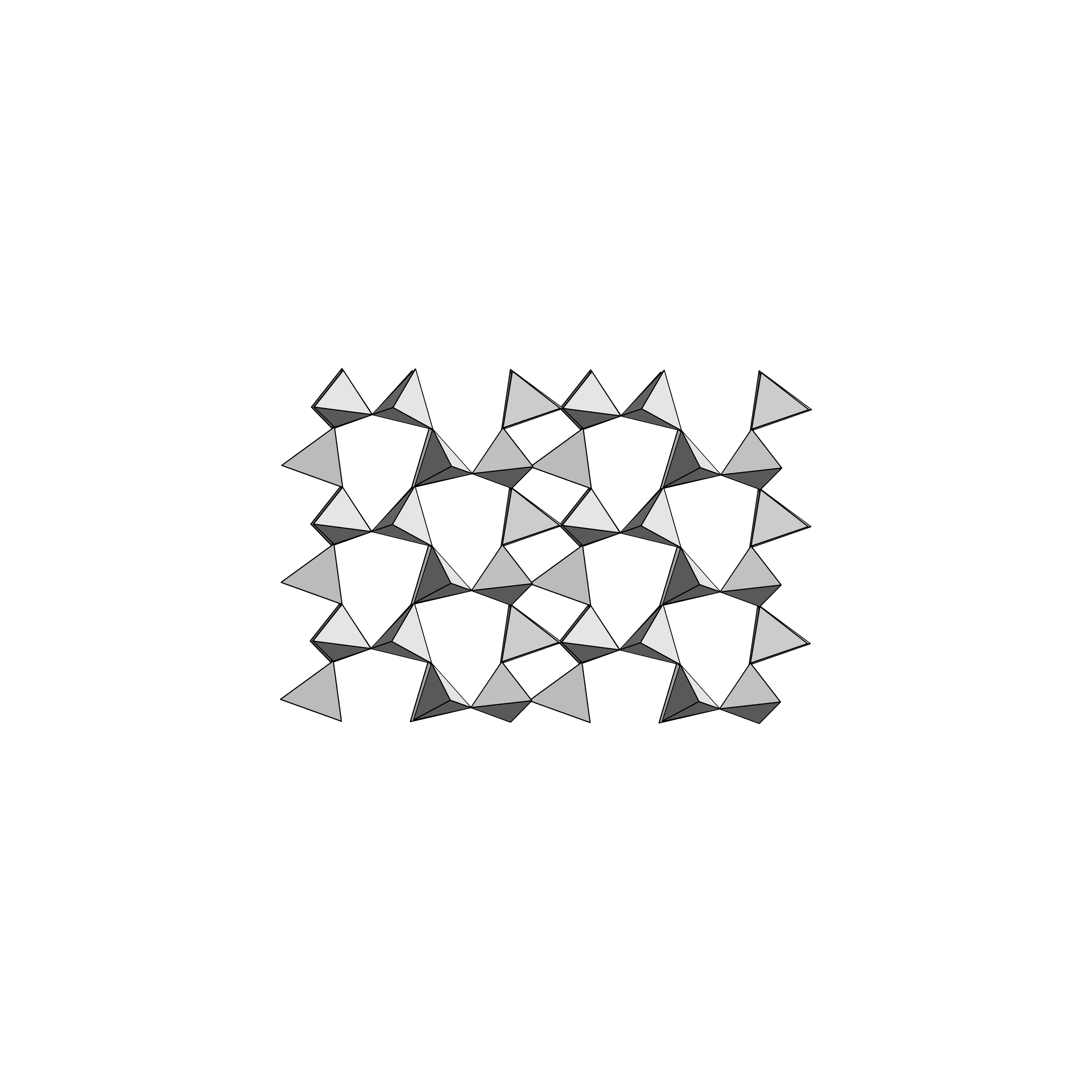
Вигляд по осі а
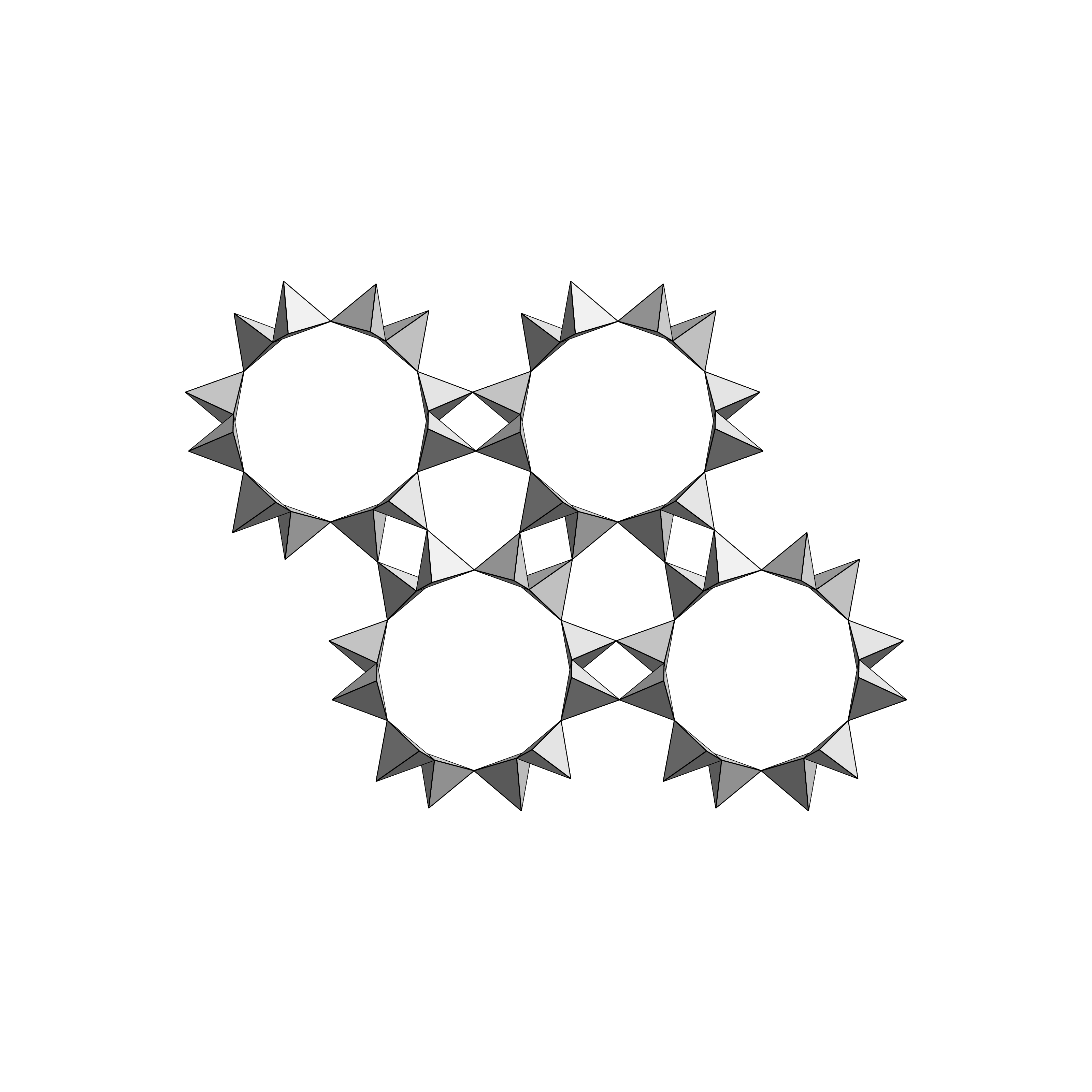
Вигляд по осі с

#### 9.G. Каркасні силікати (тектосилікати) з цеолітовою H2O; Сімействоцеолітів

Силікатний каркас натроліту
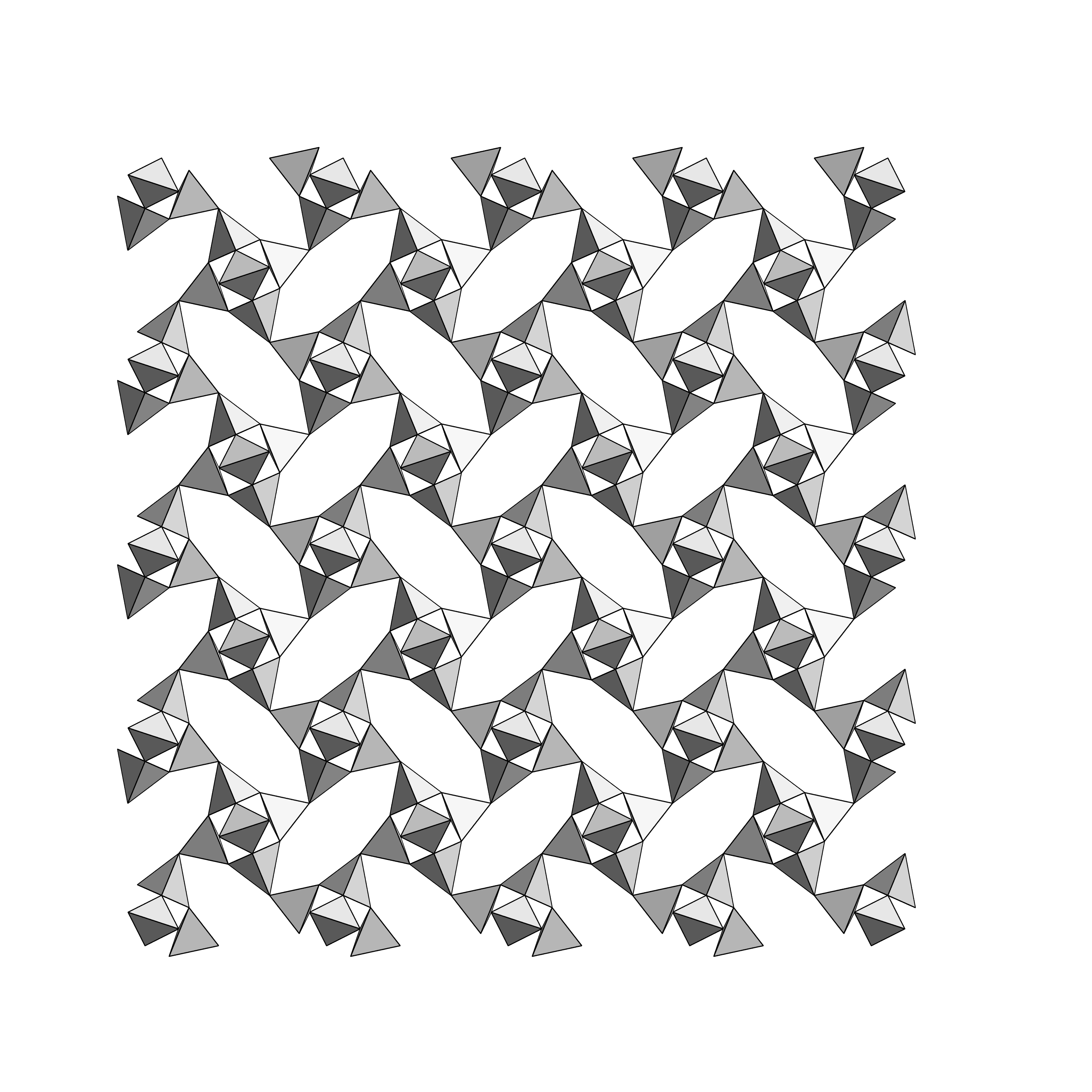
Вигляд по осі с
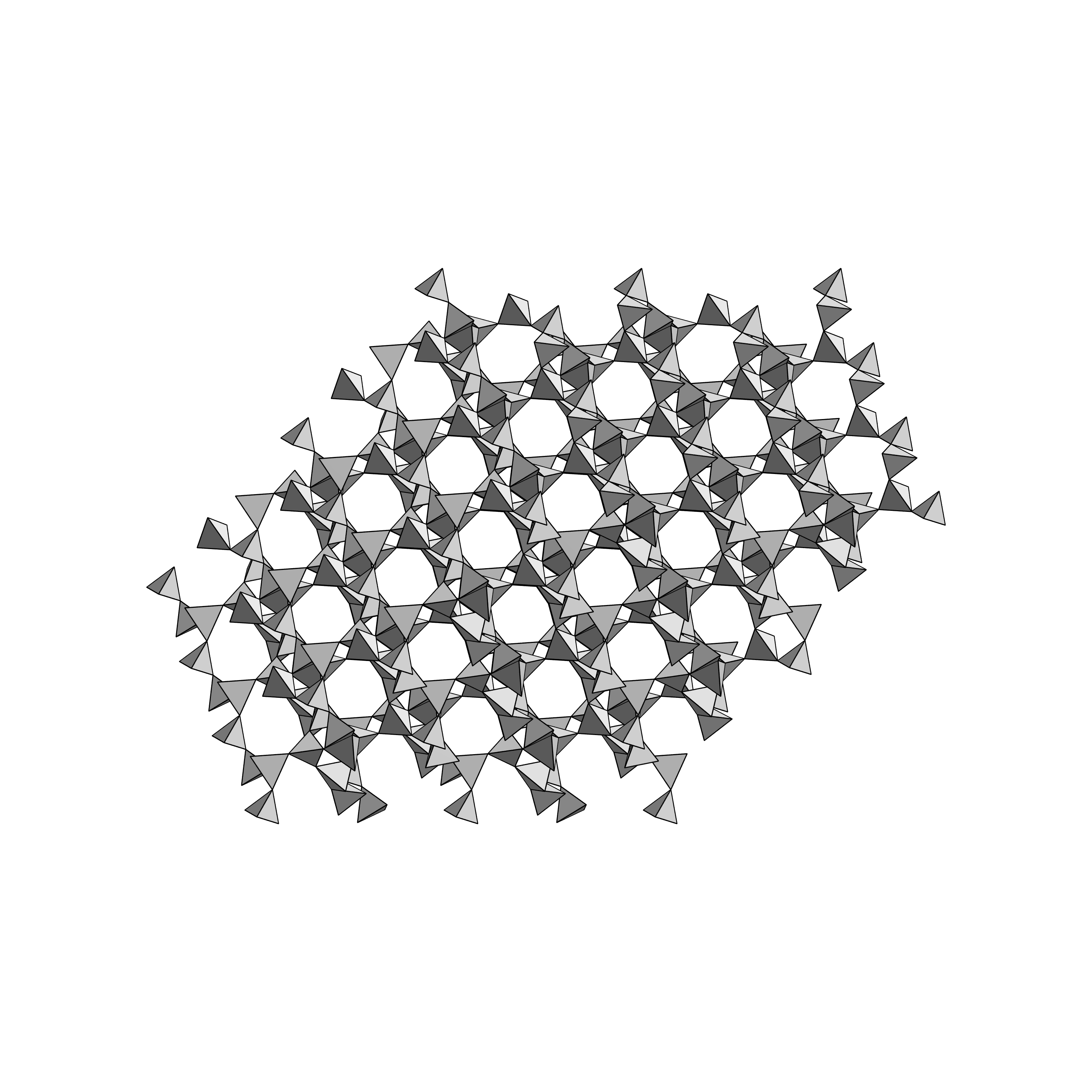
Вигляд вздовж каналів з 6-ланкових кілець
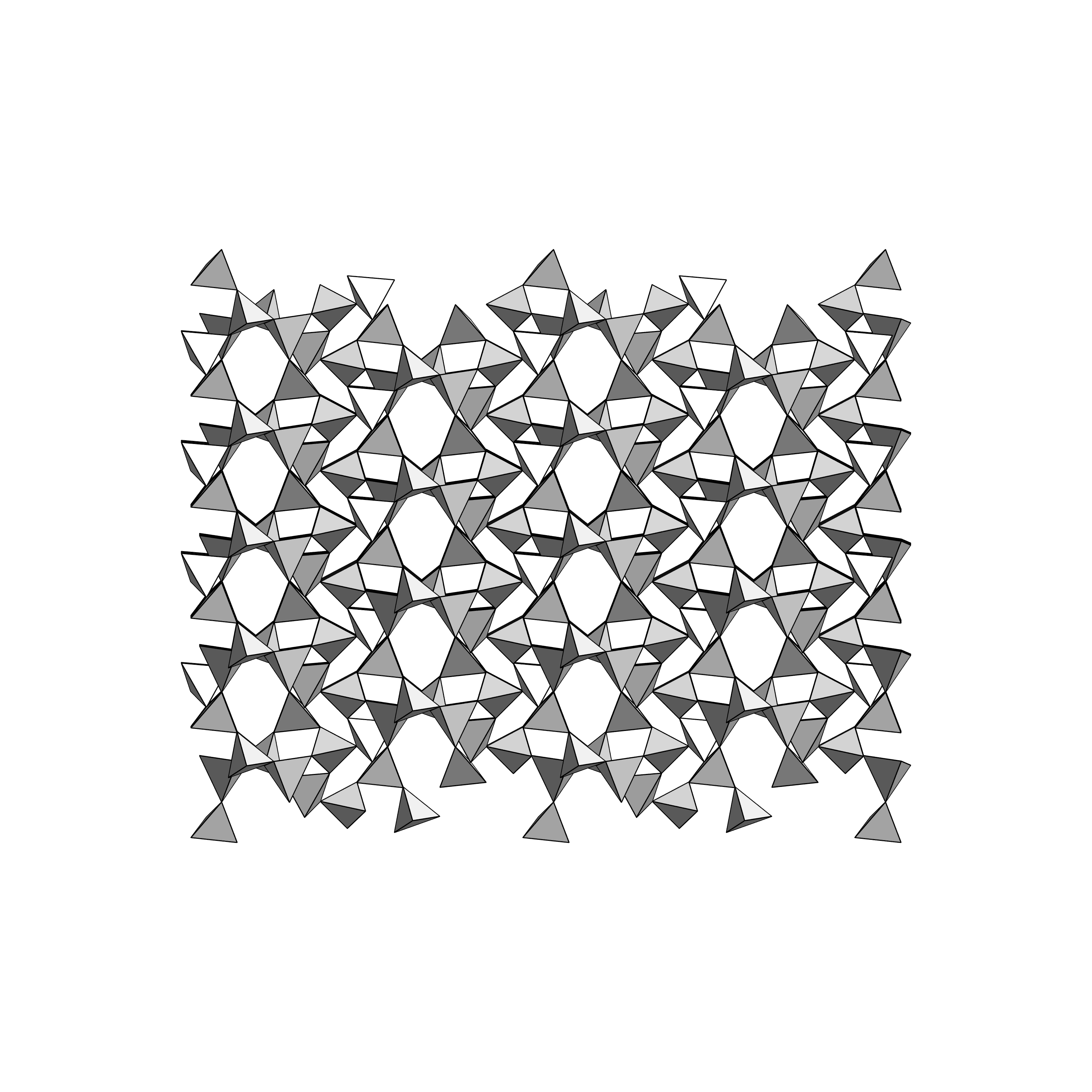

9.GA. Цеоліти з ланцюгами з чотириланкових кілець, зв'язаними через кожний п'ятий Si
9.GB. Ланцюги з'єднаних чотириланкових кілець

Силікатний каркас анальциму
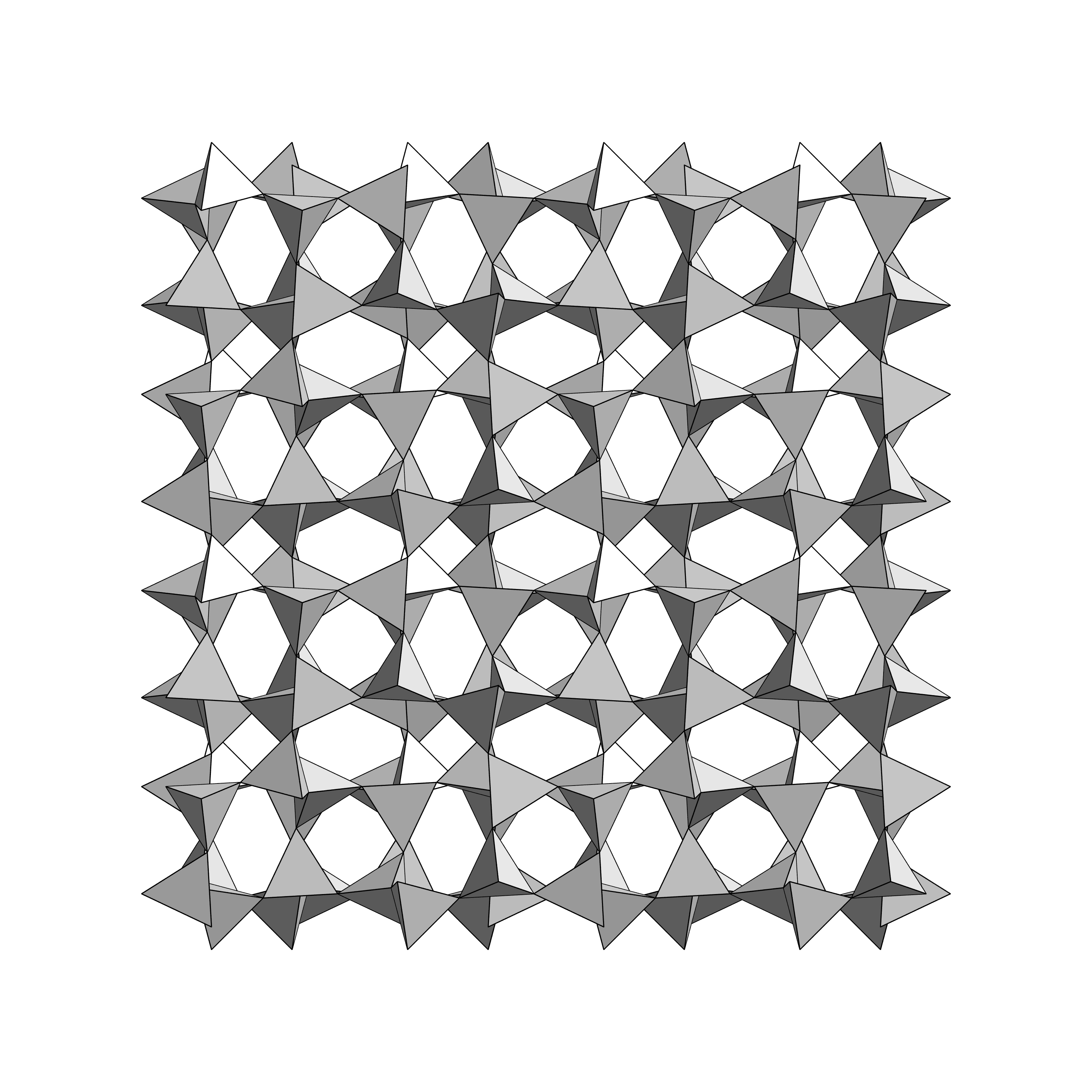
Вигляд по осі с
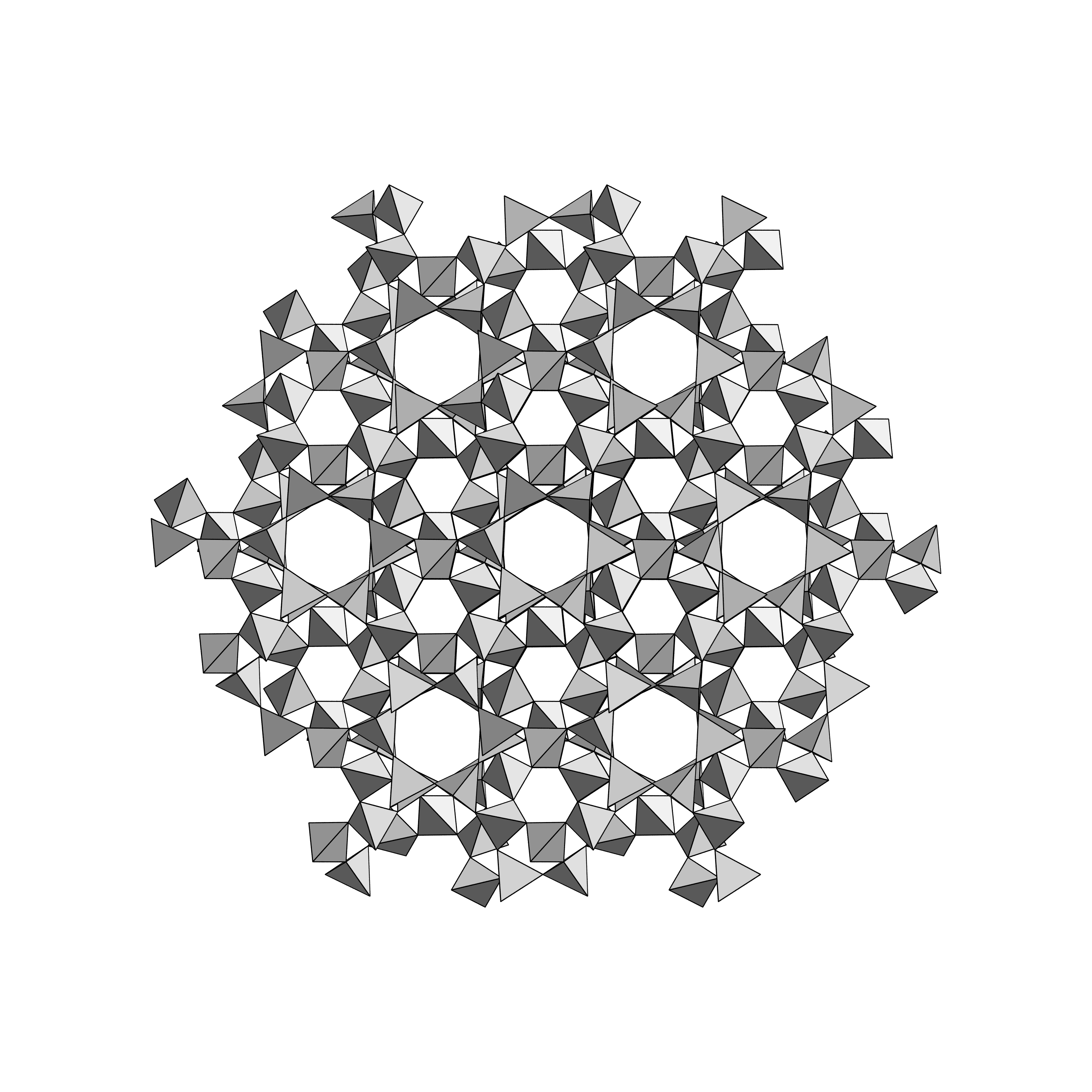
Вигляд вздовж каналів з 6-ланкових кілець

9.GC. Ланцюги подвійно зв'язаних чотириланкових кілець

Силікатний каркас філліпситу (9.GC.10)
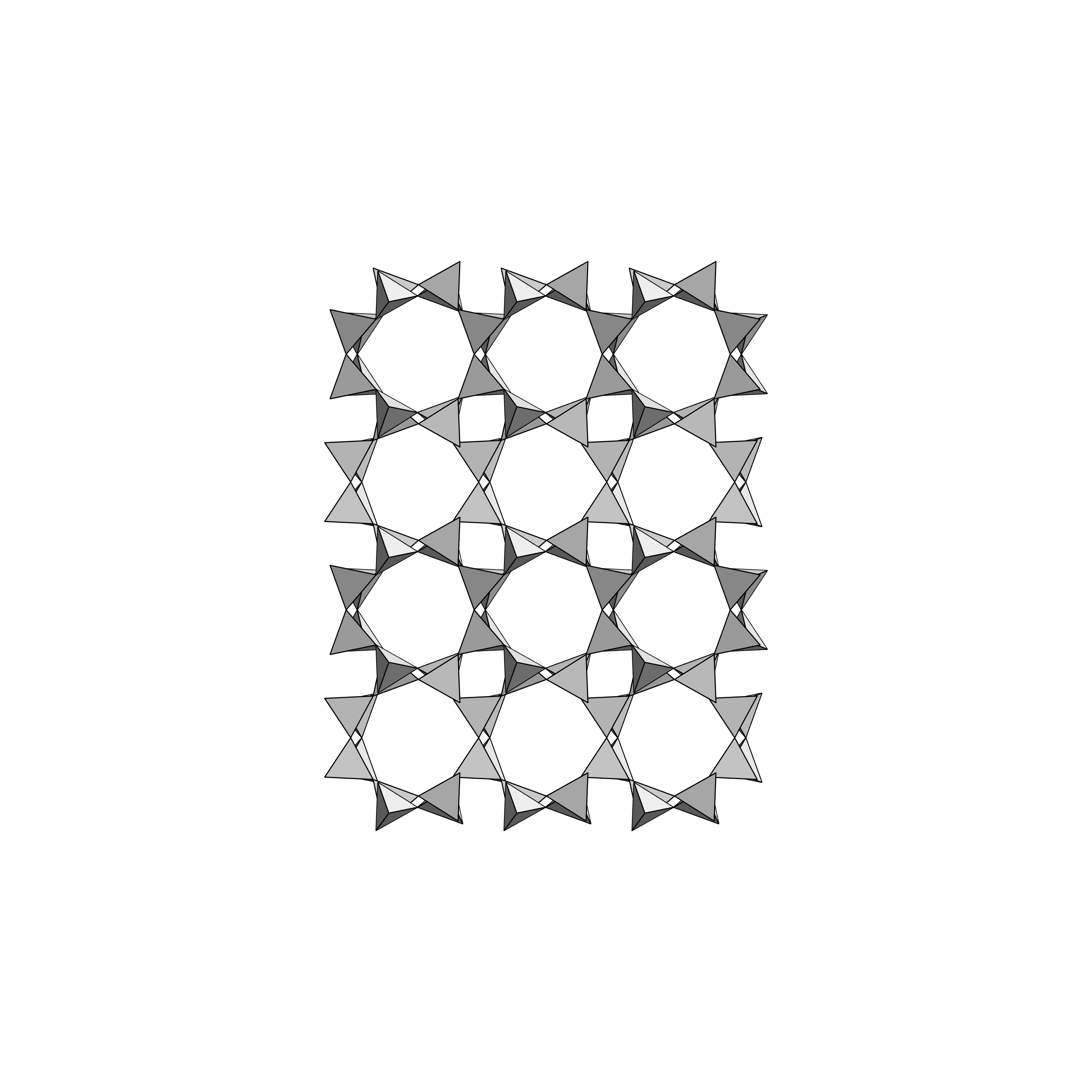
Вигляд по осі а
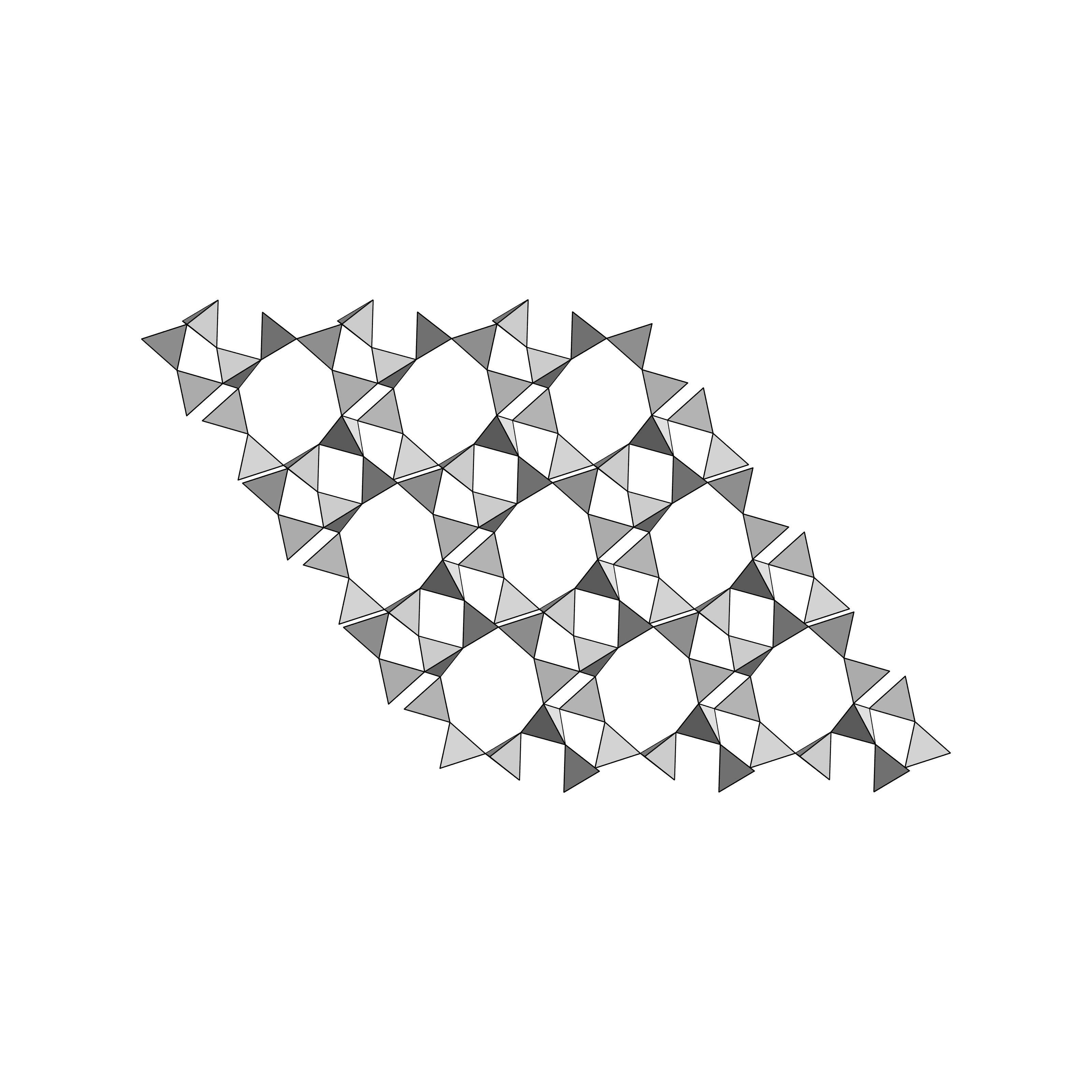
Вигляд по осі b
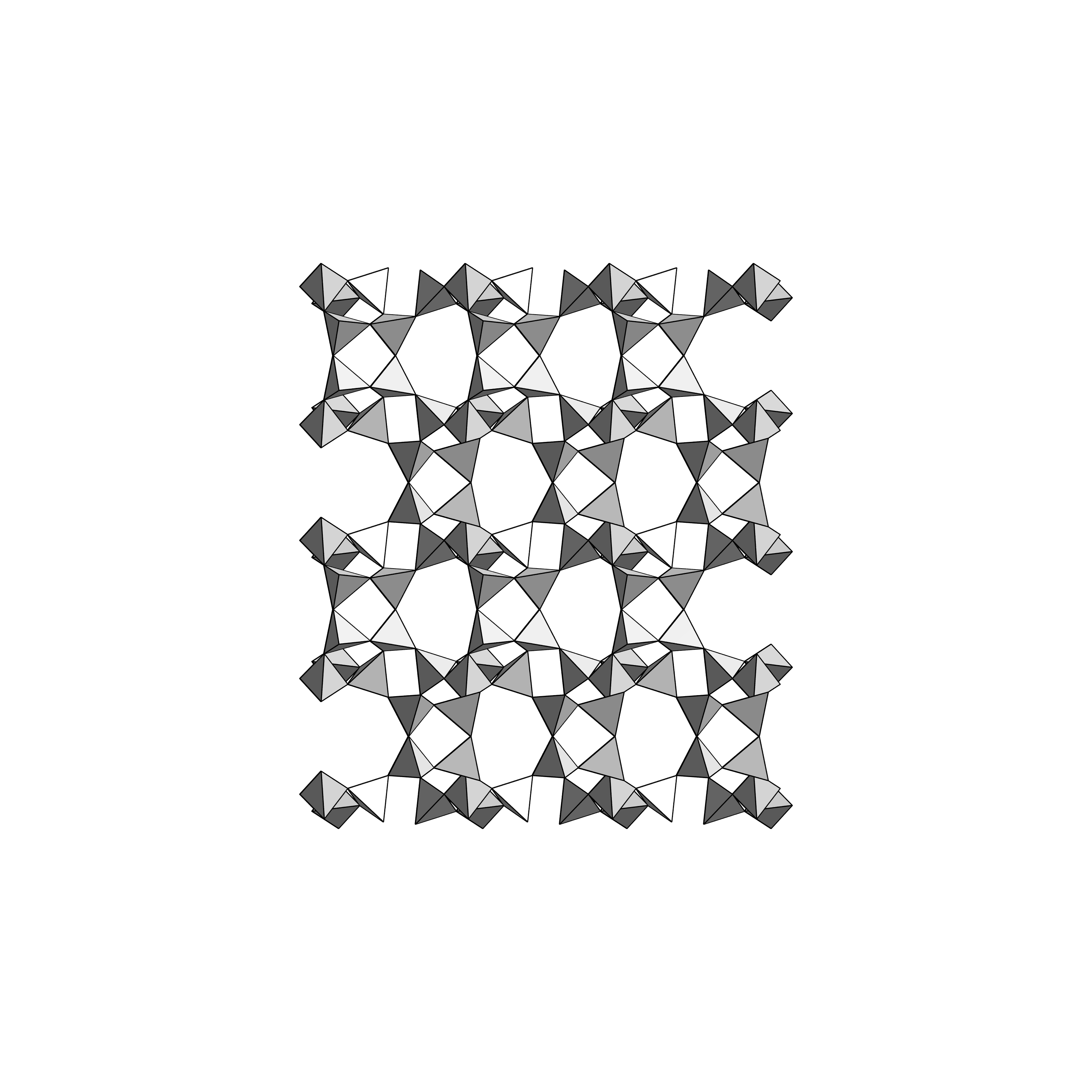
Вигляд по осі с

9.GD. Ланцюги п'ятиланкових кілець

Силікатний каркас левіна
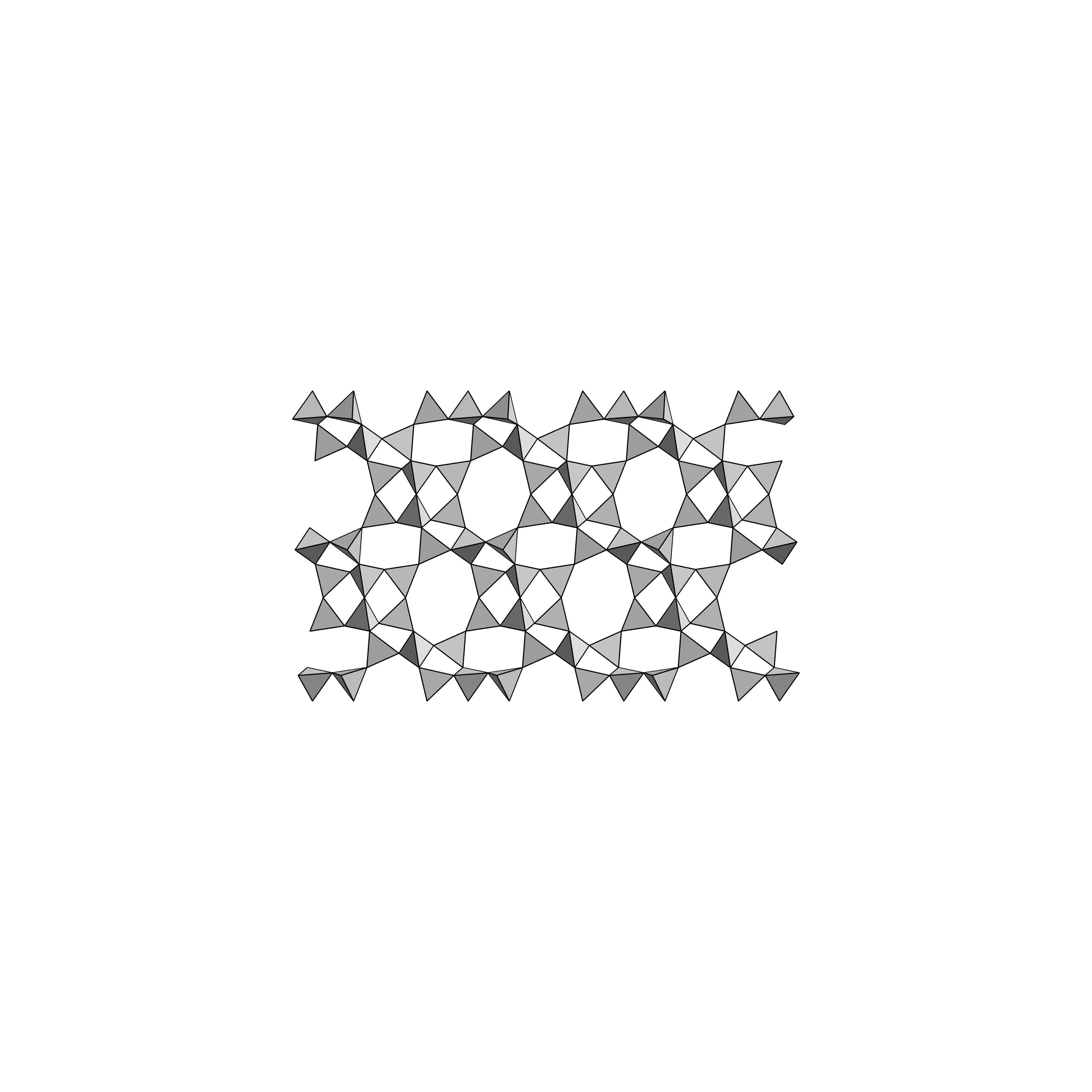
Вигляд по осі а
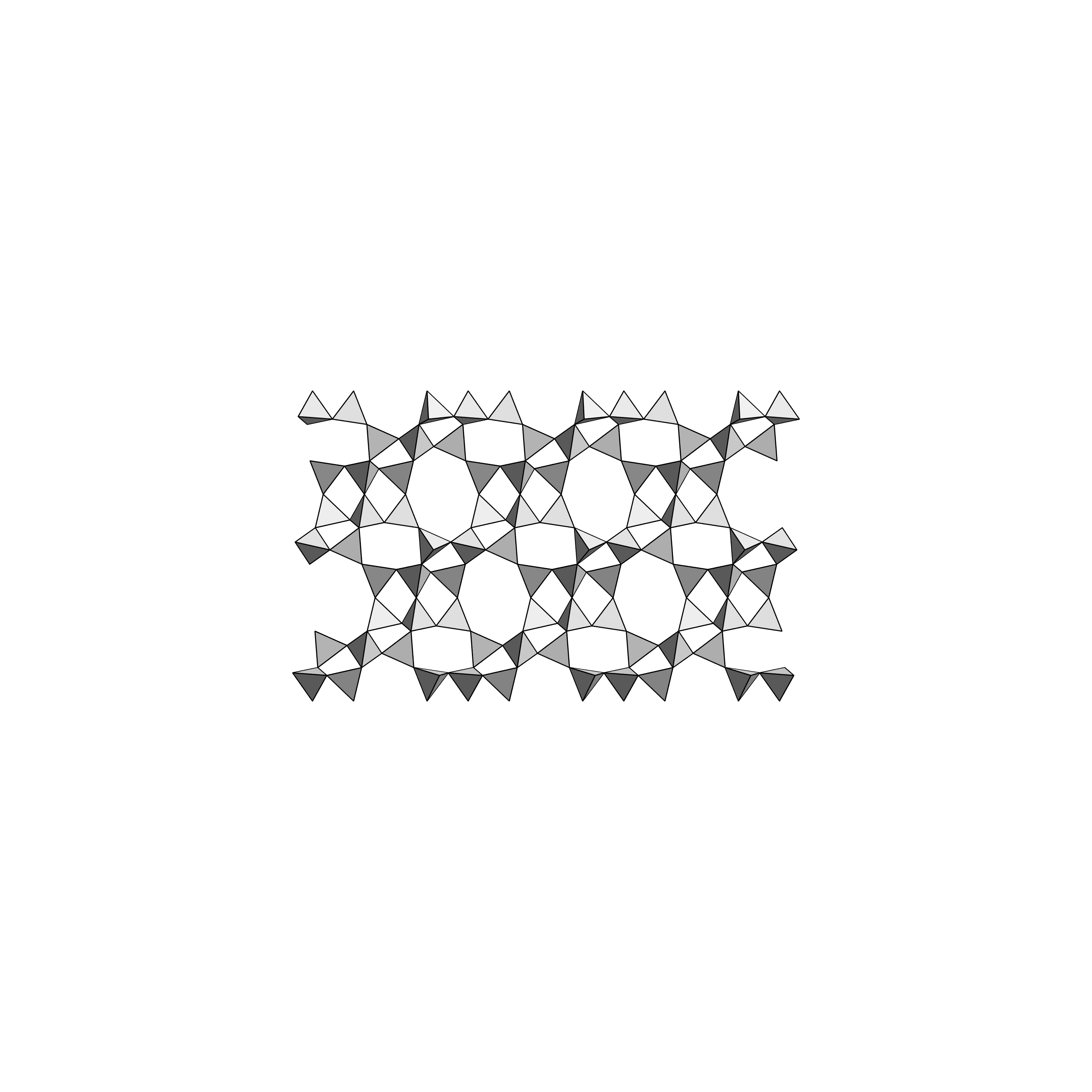
Вигляд по осі b
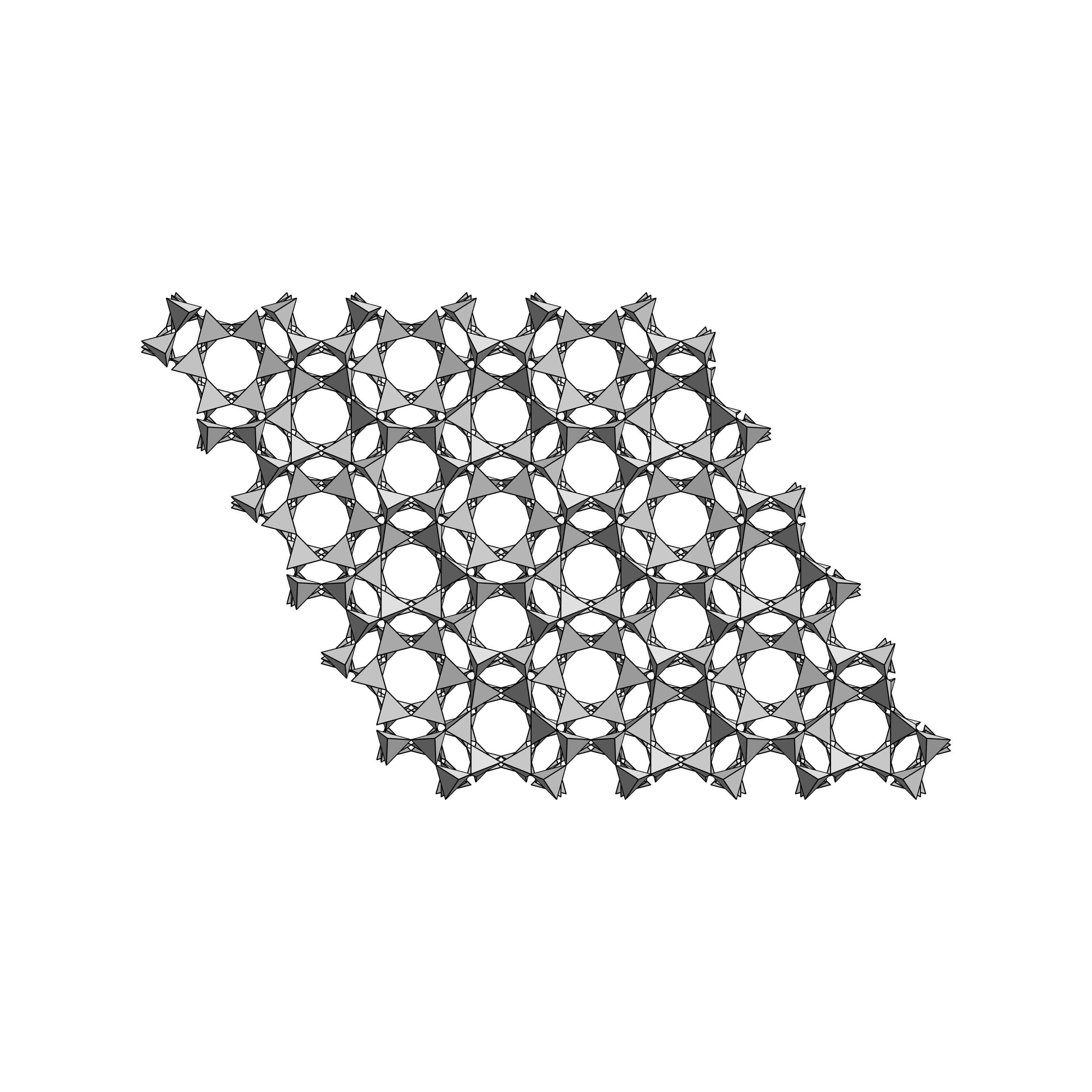
Вигляд по осі с

9.GE. Панелі зі структурними одиницями 4-4-1-1

Силікатний каркас гейландиту
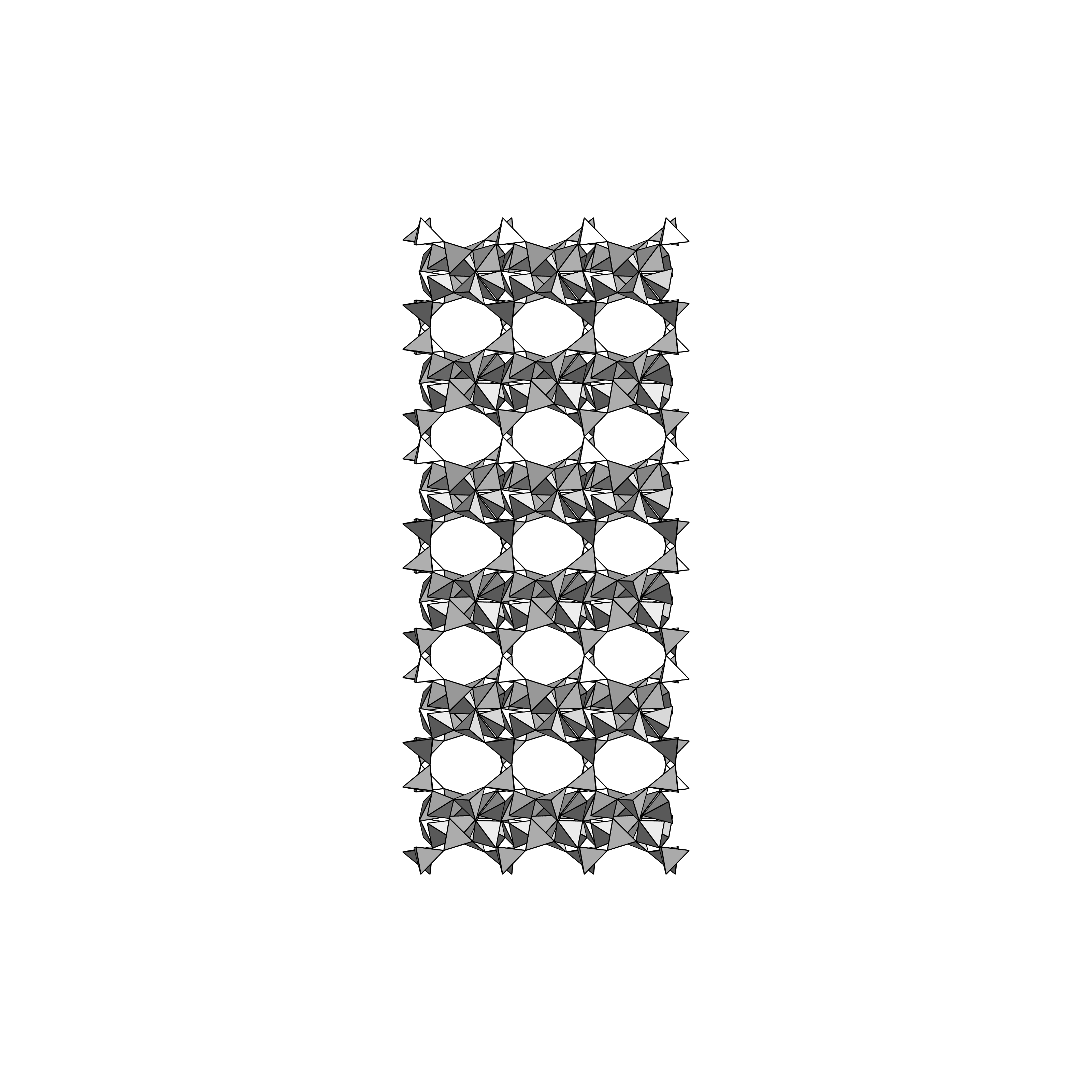
Вигляд по осі а
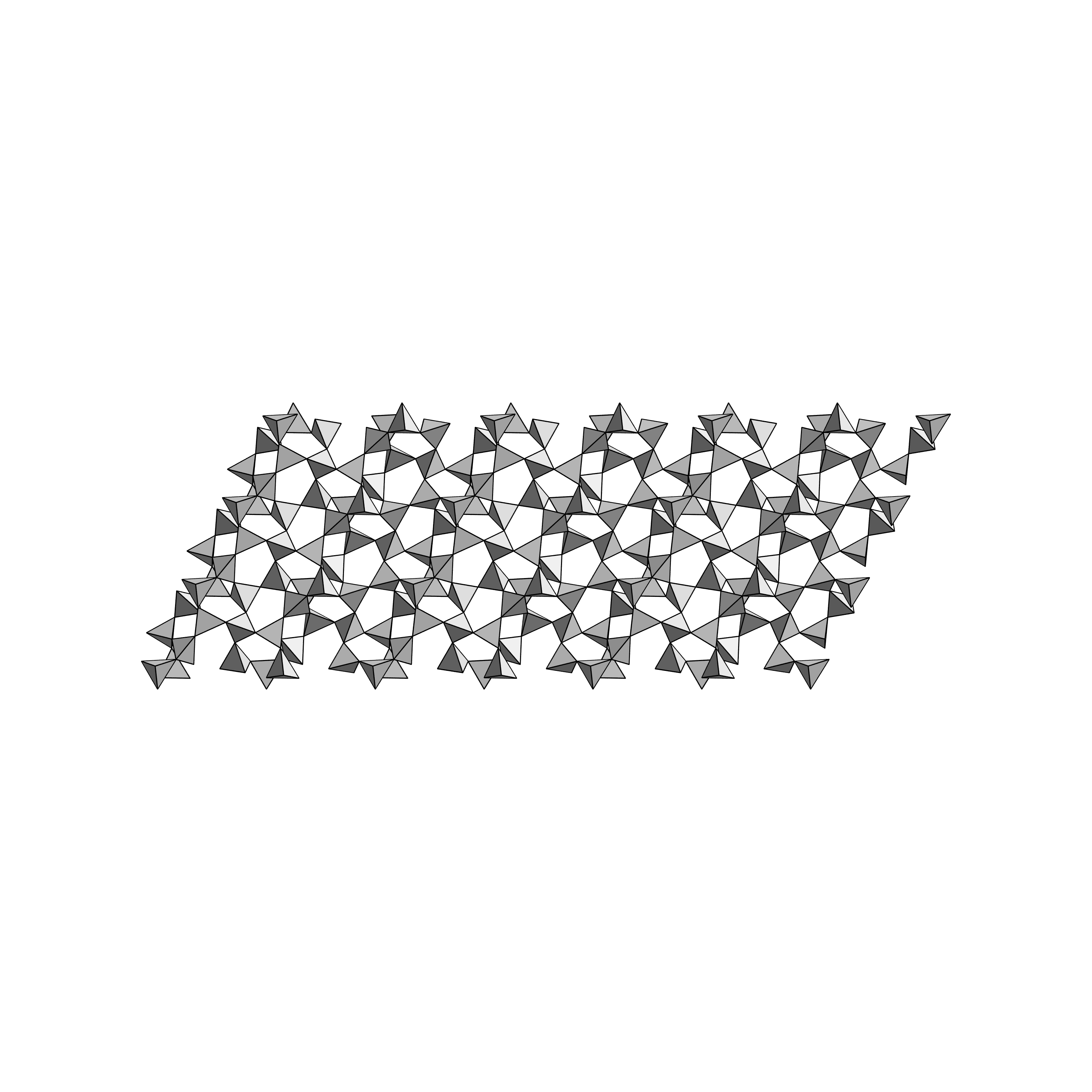
Вигляд по осі b
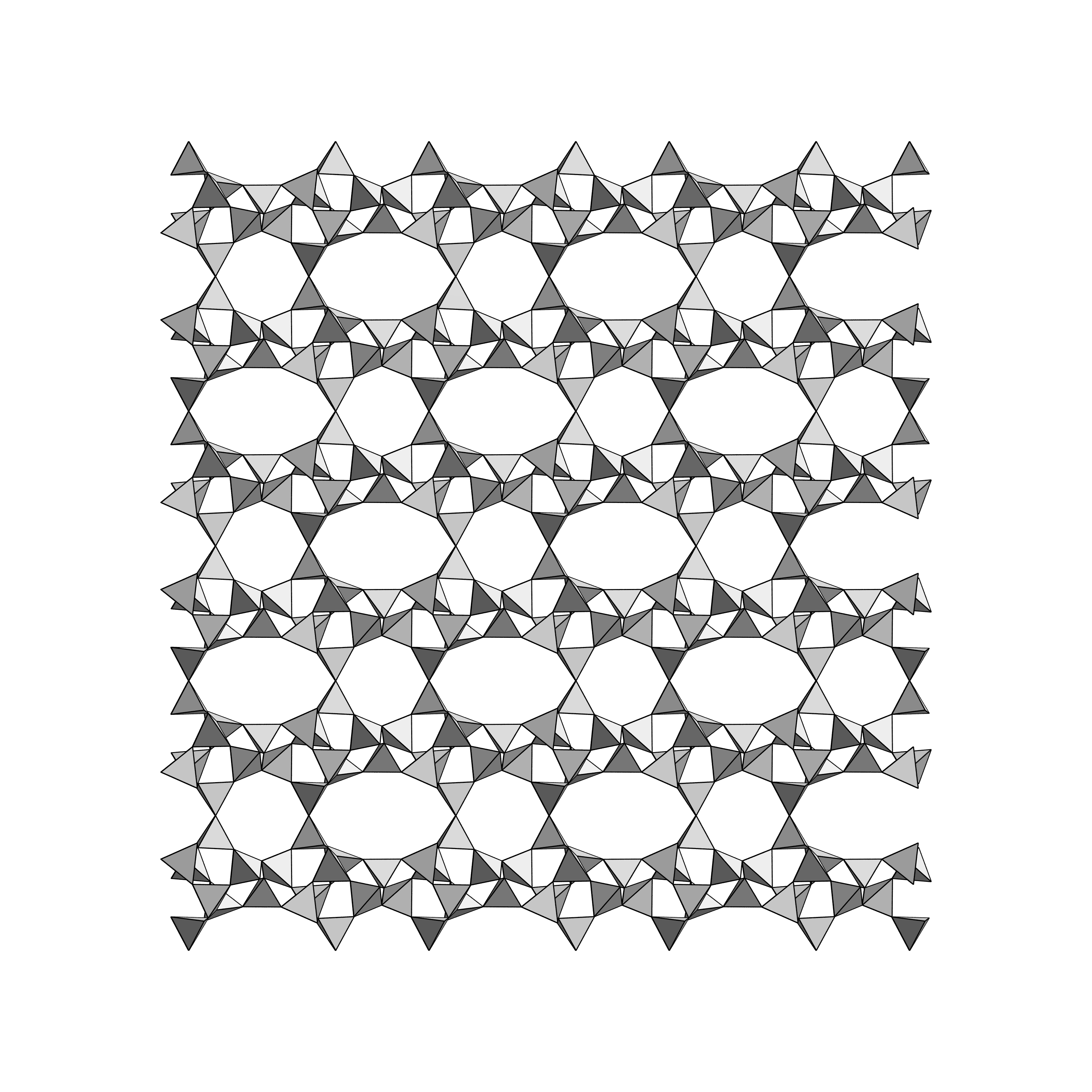
Вигляд по осі с

9.GF. Каркаси лейцитового типу

Силікатний каркас готтардіїту
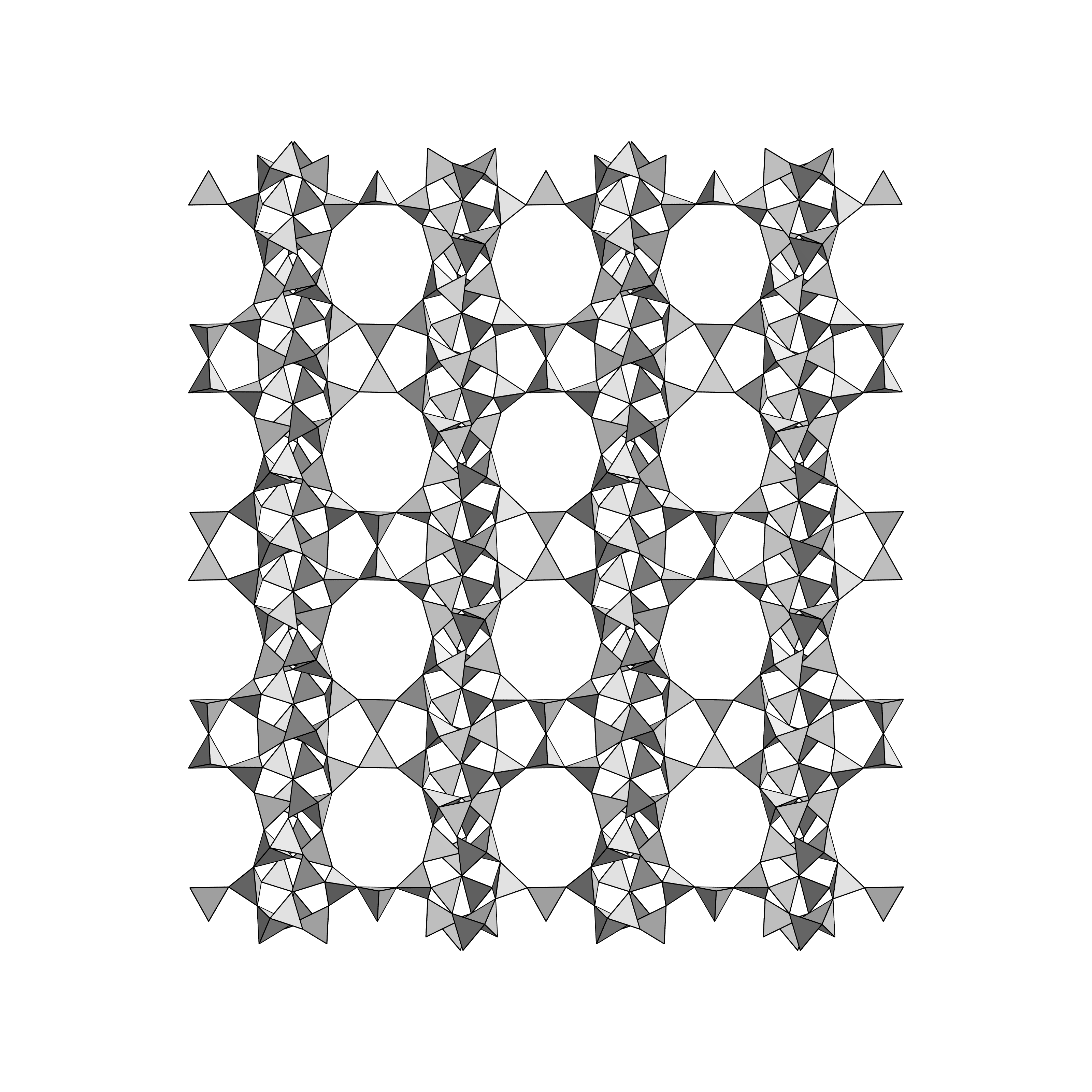
Вигляд по осі а
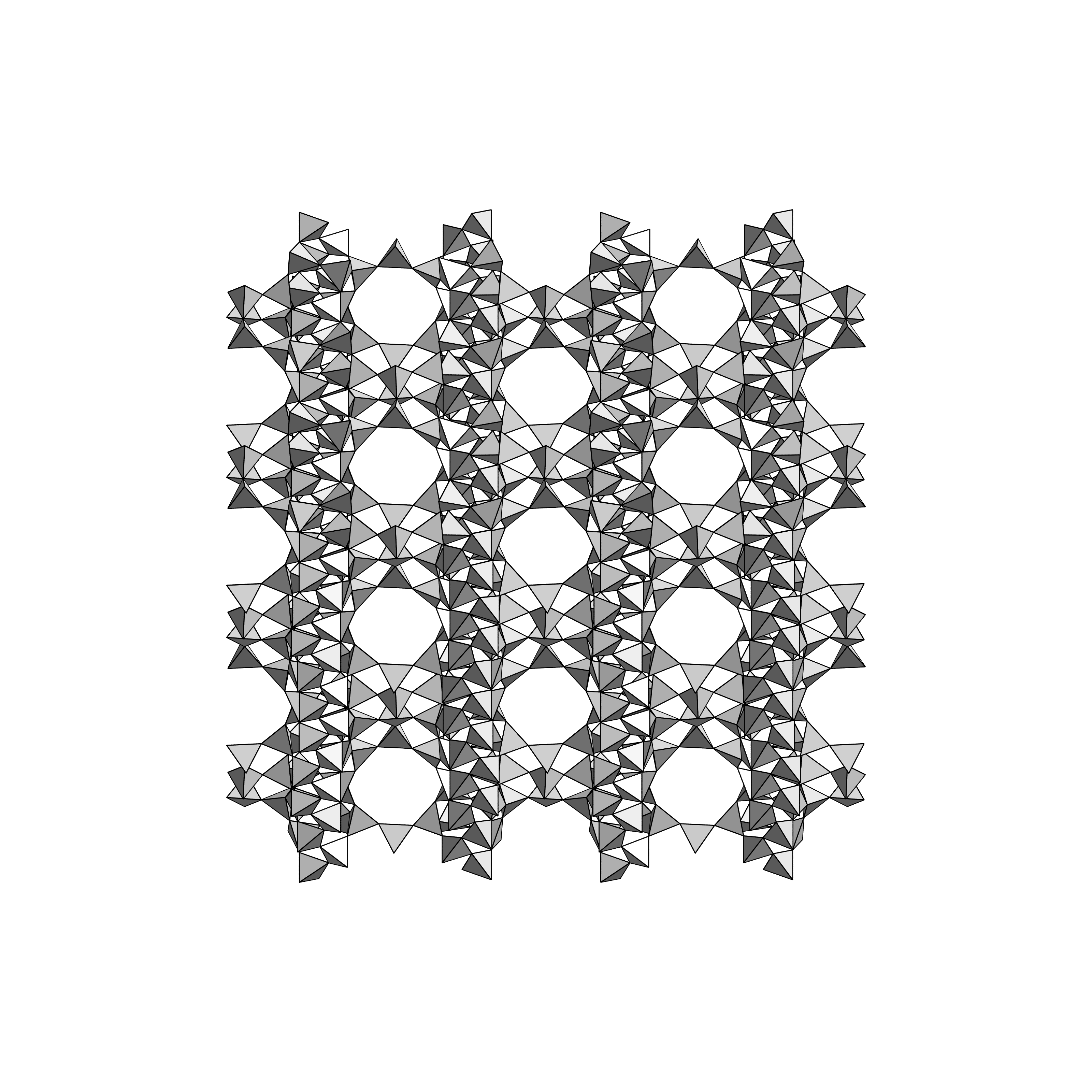
Вид по осі 011
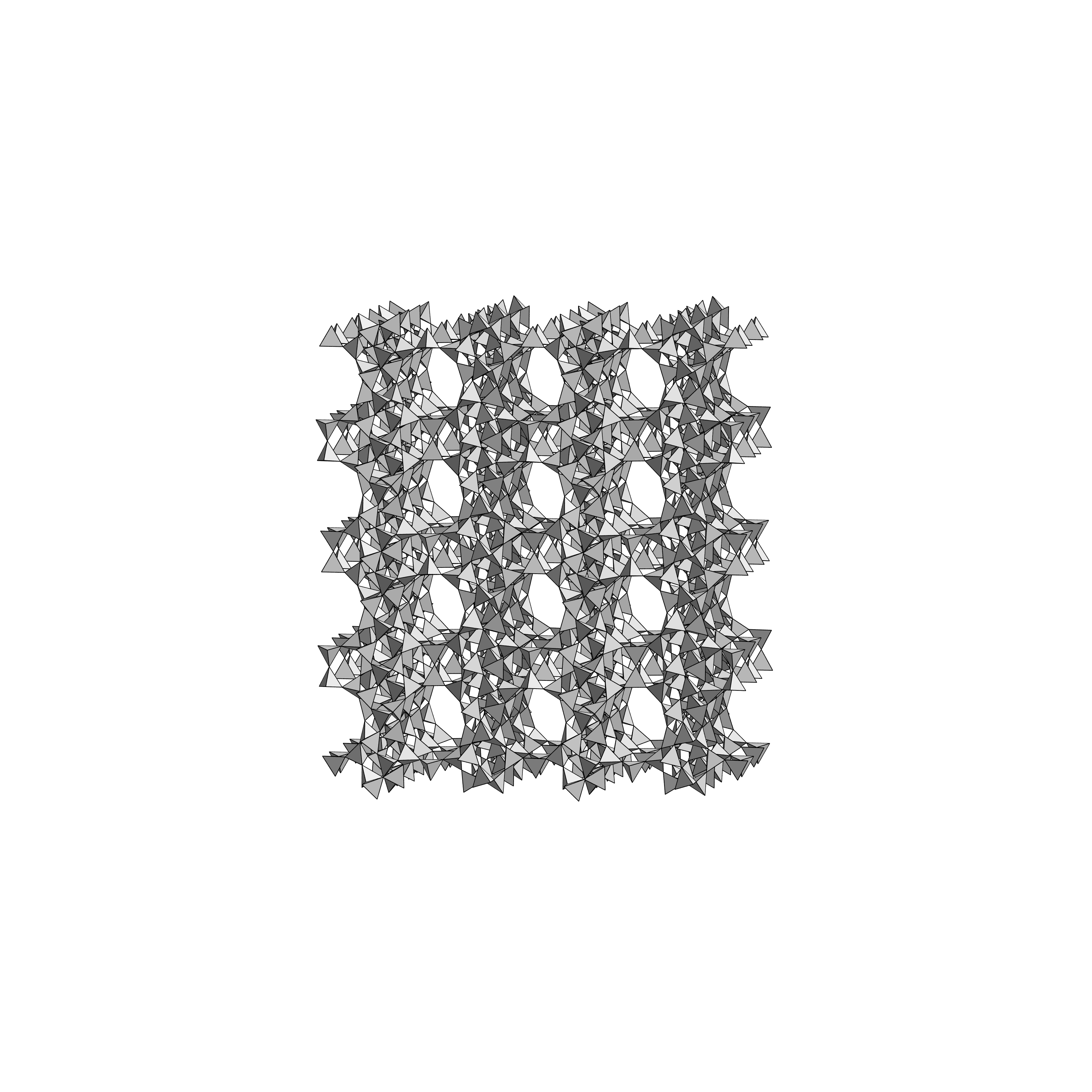
перспективний вигляд

9.GG. Клітки і подвійні клітки з 4, 6 і 8-ланкових кілець
9.GH. Некласифіковані цеоліти